# Heuchera townsendii
Heuchera townsendii là một loài thực vật có hoa trong họ Saxifragaceae. Loài này được Rydb. miêu tả khoa học đầu tiên năm 1905.